# 朱俊格
灵丘康悼王朱俊格（1493年—1545年），明朝灵丘端懿王朱聪滆与王妃王氏所生嫡长子，追封灵丘王。

## 生平
弘治十年（1498年）八月，得赐名。弘治十七年（1505年），受封为灵丘国长子。
朱俊格嗜學，能文善書，聚書數萬卷，尤好古篆籀墨蹟，手模六十餘卷勒石名崇理帖《書史会要》。嘉靖年間，獻皇儲明堂二頌、興獻帝后挽歌，獲賜金帛。
朱聪滆因有病不能行礼，奏请由朱俊格代行礼仪、暂理府事。嘉靖二十四年（1545年），朱俊格去世。
朱俊格的儿子朱充熼、孙子朱廷址也都在朱聪滆生前去世；嘉靖四十年（1561年）十月，由朱廷址子朱鼐鐮袭封为灵丘王，因其请求，嘉靖四十二年（1563年）四月，朱俊格被追封为灵丘康悼王。

## 评价
- 《弇山堂别集》卷073：温良好樂，未中早夭。